# St. Aloysius (Berlin)

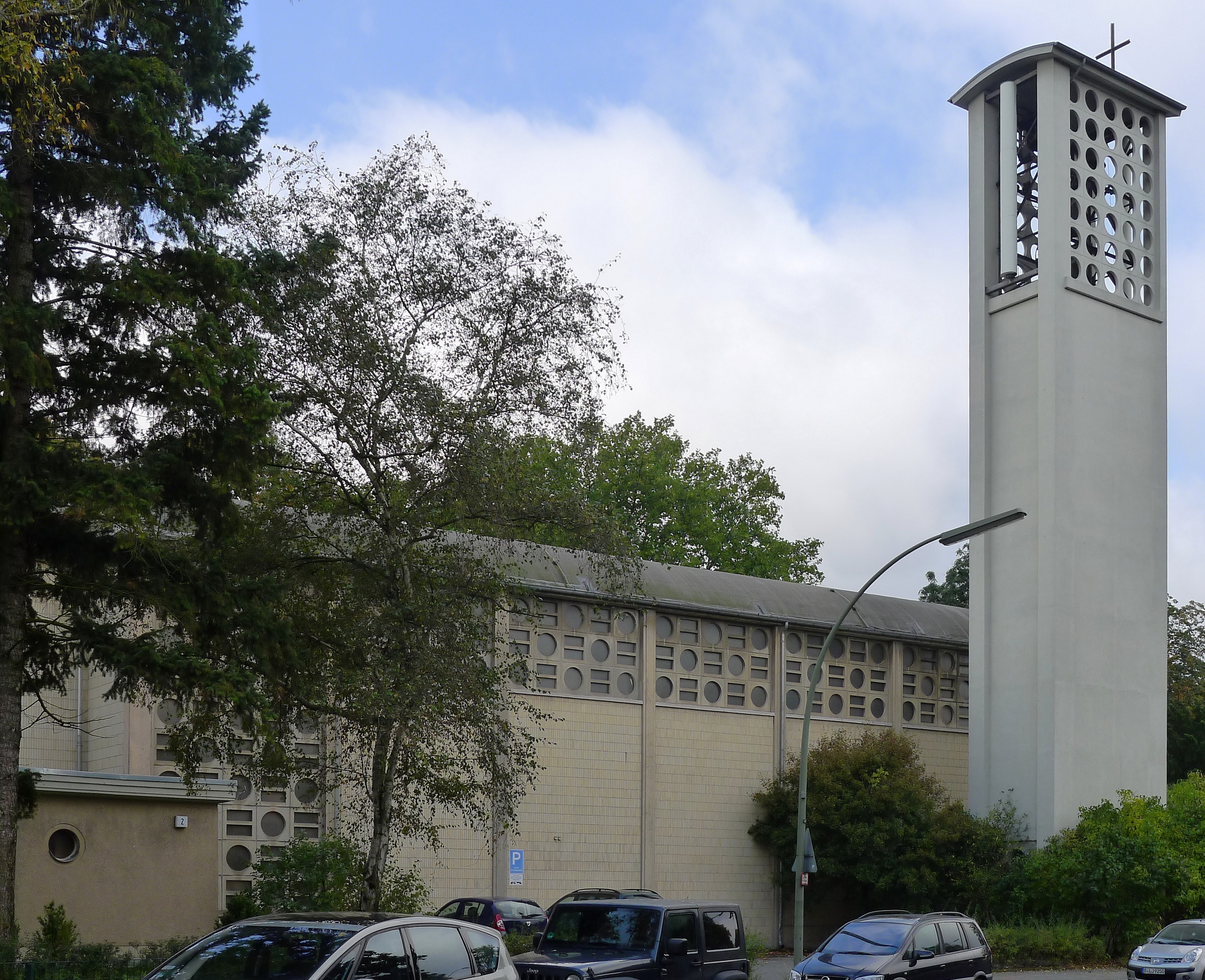
St.-Aloysius-Kirche

Die St.-Aloysius-Kirche ist ein katholisches Gotteshaus in der Barfusstraße im Berliner Ortsteil Wedding des Bezirks Mitte. Sie bildet zusammen mit dem Gemeindesaal in der Schwyzer Straße 2 am nordöstlichen Rand des Schillerparks einen denkmalgeschützten Gebäudekomplex. Er wurde 1956 nach einem Entwurf von Felix Hinssen im Architekturstil des Übergangs zur Moderne errichtet.

## Geschichte
Der erste Gottesdienst im nördlichen Wedding, als der Bereich von St. Aloysius gerade erst von der zur Pfarrei erhobenen Muttergemeinde St. Joseph abgetrennt war, fand in einem als Kapelle notdürftig eingerichteten Behelfsraum statt. Dieser befand sich im Hinterhof eines ehemaligen Fabrikgebäudes in der Barfusstraße. Als das Fabrikgebäude zu Wohnungen ausgebaut wurde, für deren Sanitäranlagen Rohre durch den Gottesdienstraum verlegt werden mussten, suchte die Gemeinde eine geeignetere Lösung. Man fand Gewerberäume auf einem Grundstück in der Ofener Straße, die 1927 durch Umbau zu einer neuen Notkapelle wurden. 1921 wurde St. Aloysius seelsorglich, 1938 auch vermögensrechtlich selbstständige Kuratie. Ein vorgesehener Neubau musste wegen des Zweiten Weltkriegs vorläufig aufgegeben werden. Danach wurden zunächst zerstörte Kirchen wieder aufgebaut. Die Planungen für das heutige Gotteshaus führte der Architekt Felix Hinssen in den 1950er Jahren aus. Dazu hatte die Gemeinde ein rund 3000 Quadratmeter großes Baugelände an der Schwyzer Straße erworben. Die Kirchenweihe erfolgte 1956.

## Baubeschreibung

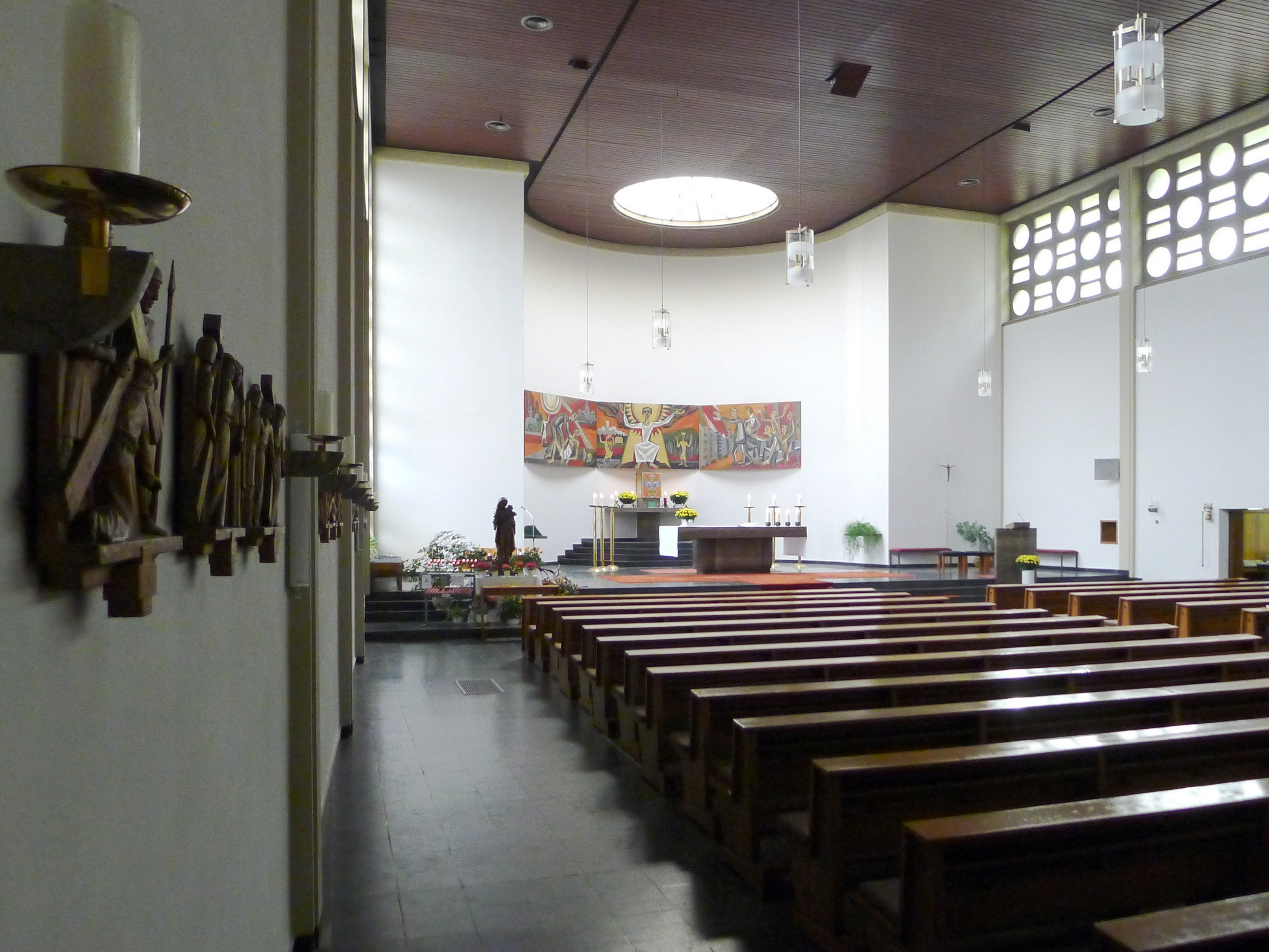
Blick in den Kirchenraum

Die ersten Kirchenbauten von Hinssen sind der Bautradition der 1930er Jahre verhaftet, das heißt historisierend in ihrer Architektur. Später integrierte der Architekt in seinen Entwürfen abgerundete Formen, wie beim Grundriss von St. Aloysius. Dieser ist zwar traditionell rechteckig, weist aber abgerundete Ecken auf. Die etwa hufeisenförmige Saalkirche hat eine angesetzte halbrunde Apsis. Das Kirchenschiff ist mit einem Bogendach bedeckt, innen wird es durch eine flache Holzdecke abgeschlossen. Unter der äußeren Kuppel der Apsis befindet sich ebenfalls eine flache Holzdecke mit einem Oberlicht. An die Apsis schließt sich der eingeschossige Gemeindesaal an. Die Stützen des Stahlbetonskelettbaus sind mit Mauerwerk ausgefacht und mit Keramikfliesen verblendet. An den Seitenwänden sind die Stützen des Tragwerks sichtbar, zwischen denen unterhalb der Dachtraufe jeweils sechs hochliegende Fensterfelder aus Betonfertigteilen angeordnet sind, ornamental in Rund- und Rechtecköffnungen geteilt, erkennbar als Buchstaben „O“ und „H“. Der Portalvorbau der an den Ecken abgerundeten Eingangsfront ist oberhalb der Eingangstüren durch Lisenen gegliedert, zwischen denen sich ebenfalls Fenster mit den gleichen ornamentalen Betonfertigteilen befinden.
Der schlanke Campanile, der sich an die Längsseite der Schwyzer Straße anschließt, wiederholt diese Gestaltungselemente im Glockengeschoss, allerdings als Lochgitter geöffnet. Vier Gussstahlglocken, 1958 vom Bochumer Verein gegossen, hängen im Glockenturm.
| Glocke | Schlagton | Gewicht | Durchmesser | Höhe   | Inschrift    |
| ------ | --------- | ------- | ----------- | ------ | ------------ |
| 1      | e'        | 940 kg  | 135 cm      | 108 cm | ST. JOSEPH   |
| 2      | fis'      | 620 kg  | 118 cm      | 098 cm | ST. MARIA    |
| 3      | a'        | 360 kg  | 098 cm      | 083 cm | ST. ALOYSIUS |
| 4      | h'        | 260 kg  | 087 cm      | 075 cm | CHRISTUS REX |

## Ausstattung

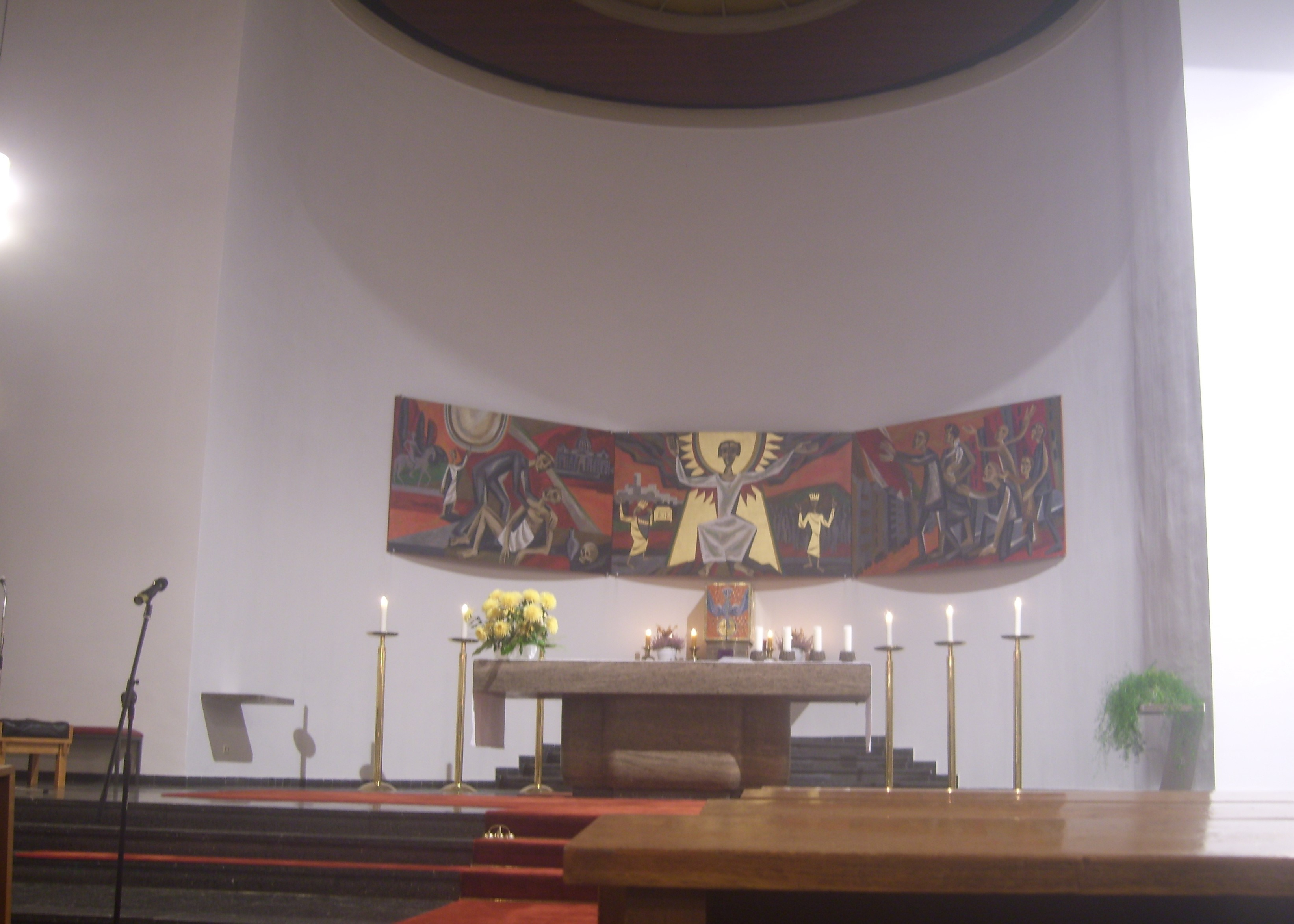
Altarraum

Vier Stufen führen in den erhöhten Altarbereich, fünf weitere zum Tabernakel. Der Altar war, entsprechend den Forderungen der Liturgischen Bewegung im Vorgriff auf die Liturgiereform des Zweiten Vatikanischen Konzils, von Beginn an freistehend vorgesehen. An der Wand der Apsis hängt ein Triptychon mit Szenen aus der Offenbarung des Johannes von Werner Persy. Persy schuf auch die drei Ölgemälde hinter der um zwei Stufen tiefer gelegten Taufkapelle im Eingangsbereich. Das Kirchengestühl und die Leuchten sind im Design der 1950er Jahre gestaltet.
Die Orgel aus dem Jahr 1928 wurde von der Manufaktur Johannes Klais Orgelbau für die Heilig-Geist-Kirche (Berlin) gebaut und 1960 von dort erworben. Sie umfasst 1652 Orgelpfeifen in 26 Registern auf zwei Manualen und Pedal.

## Nachweise
1. ↑  die-orgelseite.de: Berlin (Wedding) – St. Aloysius; hier auch die Disposition

Koordinaten: 52° 33′ 28,3″ N, 13° 21′ 5,1″ O